# Ophrys pseudoquadriloba
Ophrys pseudoquadriloba är en orkidéart som beskrevs av Jany Renz. Ophrys pseudoquadriloba ingår i ofryssläktet, och familjen orkidéer.
Artens utbredningsområde är Grekland. Inga underarter finns listade i Catalogue of Life.